# Annaghmare

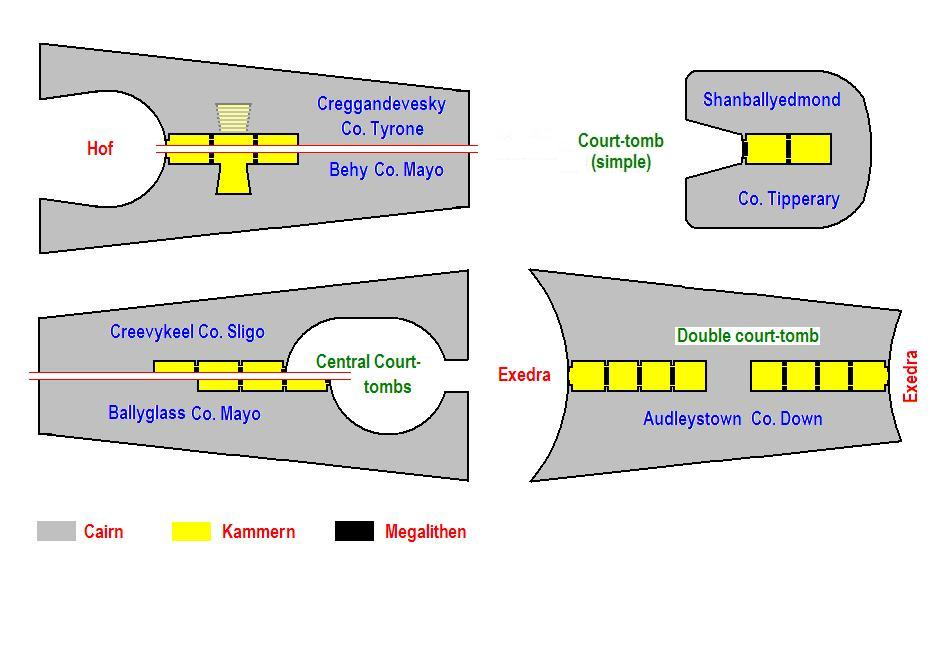
Typen von Court Tombs – Annaghmare entspricht etwa dem Schema links oben

Das Court Tomb von Annaghmare (irisch Áth na Marbh – „Furt der Toten“, lokal bekannt als Black Castle) im „Ó Fiaich Country“ im Süden von Armagh nahe der Grenze zur Republik Irland ist eine der besterhaltenen Megalithanlagen dieses Typs auf der Insel. Sie entstand etwa 3500 v. Chr. und liegt in einem Forst bei Crossmaglen (irisch Crois Mhic Lionnain) in Nordirland, an der Westseite des Slieve Gullion. Die Anlage steht auf einer natürlichen Felsnase am Rande eines einstigen Moorgebietes. Court Tombs gehören zu den megalithischen Kammergräbern (englisch chambered tombs) in Nordirland und Irland. Sie werden mit etwa 400 Exemplaren nahezu ausschließlich in Ulster im Norden der Republik beziehungsweise in Nordirland gefunden.
Der etwa 20,0 m lange und zwei Meter hohe Steinhügel ist trapezoid. Der nach Süden gerichtete, halbkreisförmige Hof (englisch court) hat mehr als acht Meter Durchmesser. Seine Orthostaten sind mit Zwischenmauerwerk verbunden. Im Englischen wird eine solche Konstruktion als „post-and-panel“ bezeichnet. Einer der Orthostaten ragt in der Höhe deutlich heraus. Die äußerst seltene dreikammerige, durch seitliche Pfeiler unterteilte Galerie, ist sieben Meter lang. Zwei weitere Kammern mit separaten Zugängen wurden zu einem späteren Zeitpunkt am nördlichen Ende des Cairns hinzugefügt. Der gesamte Aufbau zeigt, dass die Anzahl der Kammern innerhalb der Galarie (2–4) zum Grundkonzept gehört.

Court Tomb von Annaghmare
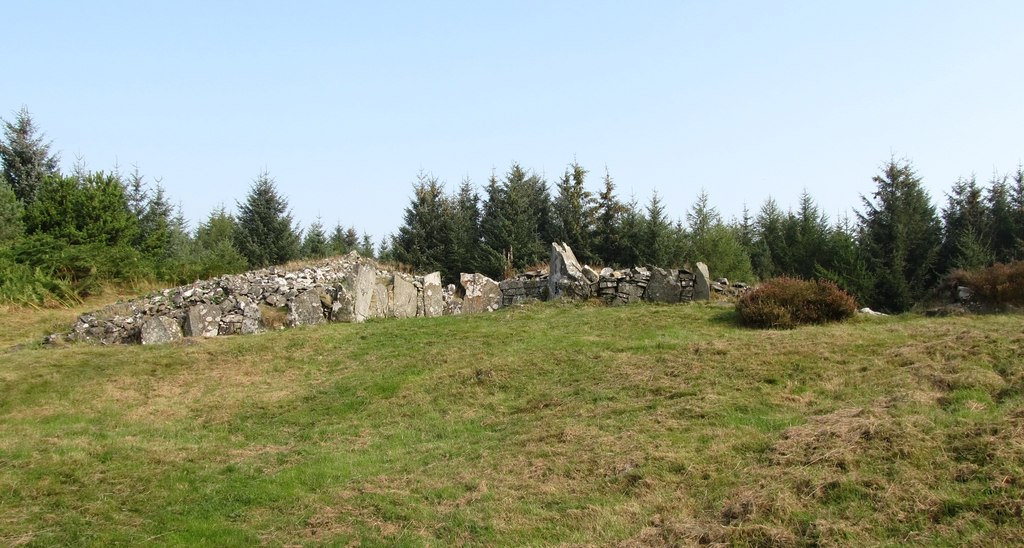
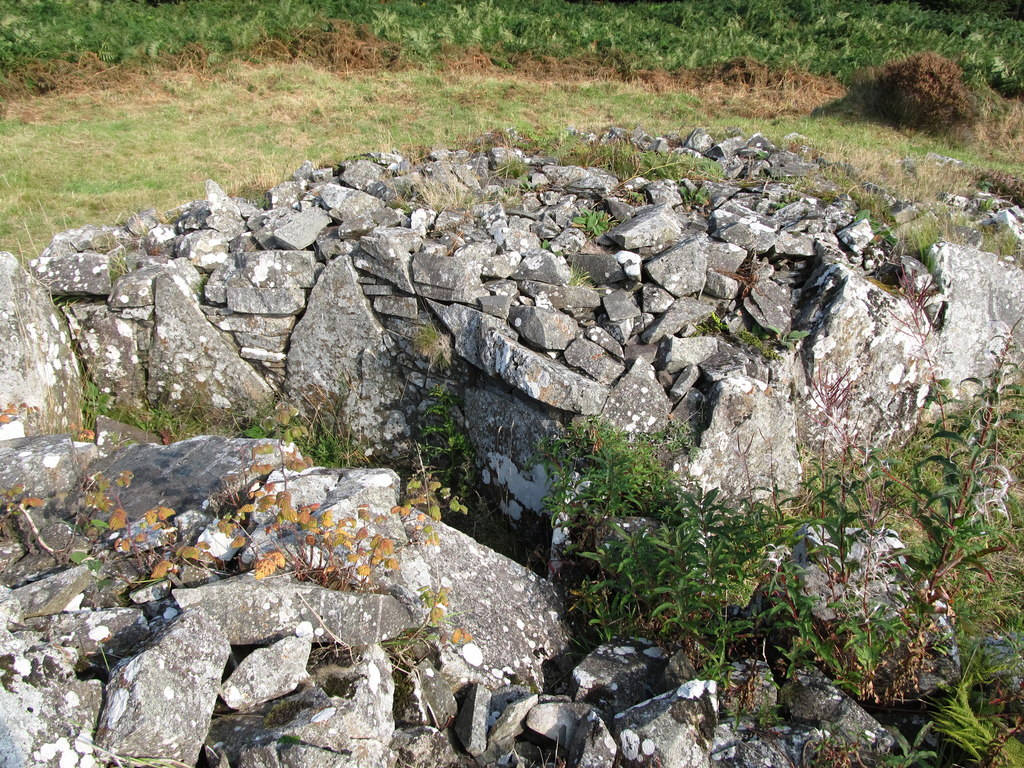
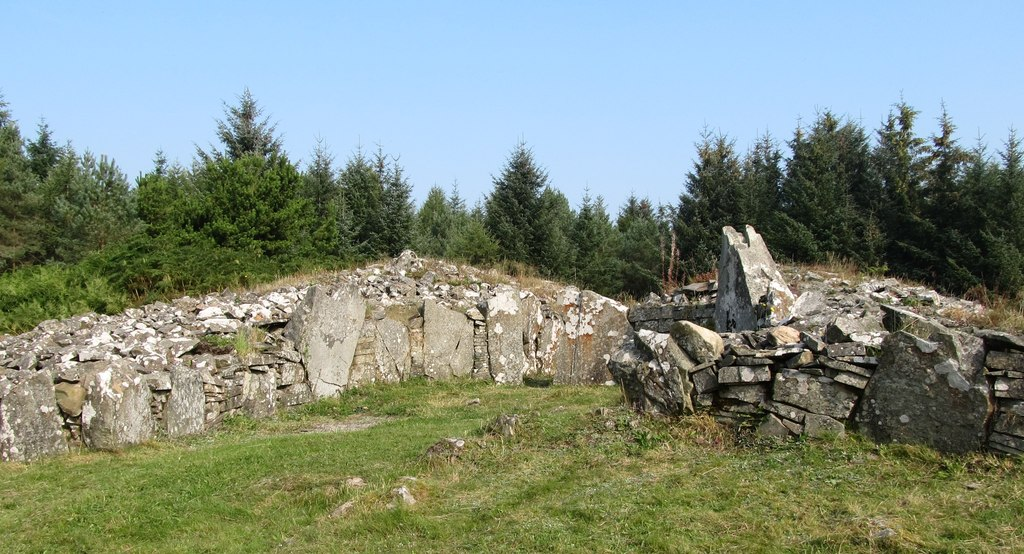
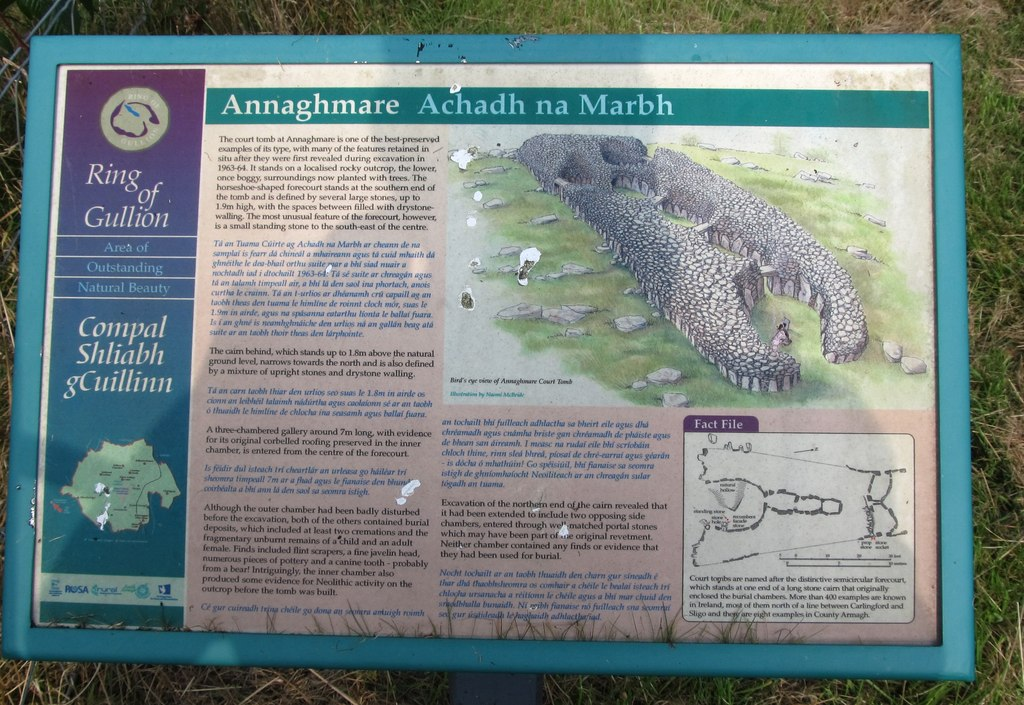

Annaghmare wurde 1963/64 ausgegraben und weist einige Besonderheiten auf. Der Vorhof befindet sich nur bei dieser Anlage im Süden. Das auffälligste Kennzeichen ist ein kleiner Menhir südöstlich des Zentrums, von dem nur noch ein Stumpf zu sehen ist. Gefunden wurden neben Knochen und Leichenbrand nur Feuerstein.